# Farah
Farah (em persa: فراه, transl. Farāh) é uma cidade do oeste do Afeganistão, capital da província de Farah.
Farah, cidade de grande valor histórico, possui um dos vários fortes construído por Alexandre, o Grande, era uma parada intermediária entre Herat, que também possui um forte de Alexandre, e Candaar.
Farah, em árabe significa "veêm-nos assim".